# 黑勒斯巴赫
黑勒斯巴赫是德国莱茵兰-普法尔茨州的一个市镇。总面积8.47平方公里，总人口466人，其中男性241人，女性225人（2011年12月31日），人口密度55人/平方公里。